# Heliconius rubrescens
Heliconius rubrescens är en fjärilsart som beskrevs av Johannes Karl Max Röber. Heliconius rubrescens ingår i släktet Heliconius och familjen praktfjärilar. Inga underarter finns listade i Catalogue of Life.